# Konversationsanalyse
Konversationsanalyse (CA, af engelsk Conversation Analysis, på dansk også samtaleanalyse) er en metode til analyse af samtaler, især hverdagssamtaler, men også andre former for social interaktion. Konversationsanalysen er historisk udviklet ud fra etnometodologien og bruger video- og lydoptagelser som data.

## Historie
Konversationsanalysen er baseret på Harold Garfinkels etnometodologi. Baggrunden er sociologisk med et fænomenologisk udgangspunkt i Alfred Schütz og Edmund Husserl, og går imod Talcott Parsons tilgang.
Harvey Sacks beskrives som grundlæggeren af konversationsanalysen. Han var påvirket af etnometodologien, men egentlig ph.d.-studerens hos Erving Goffman. I 1960erne analyserede Sacks optagelser af telefonopkald til et Suicide Prevention Center og holdt foredrag 1964-1975, hvoraf en del blev optaget og senere udgivet. Sacks havde Gail Jefferson og Emanuel Schegloff som medarbejdere, og tilsammen har de tre udgivet de vigtigste definerende tekster for konversationsanalysen.
Konversationsanalysen skilte sig fra etnometodologien ved at benytte optagelser. En vigtig tidlig udgivelse er artiklen A simplest systematics der udkom i tidsskriftet Language i 1974.
Oprindeligt fokuserede konversationsanalysen primært på lydoptagelser, især telefonsamtaler, men inkluderer nu også video med fokus på multimodal kommunikation.

### Danmark
Konversationsanalysen kom til Danmark i løbet af 90'erne og havde gavn af indførslen af ph.d.-uddannelsen der muliggjorde samarbejdsnetværker i højere grad end tidligere, hvilket første til regelmæssige datasessioner med deltagere fra forskellige danske universiteter. Flere udenlandske konversationsanalytikere besøgte også Danmark, herunder Gail Jefferson. Forskernetværket MOVIN (Microanalysis of Verbal and Visual Interaction) blev finansieret af Statens Humanistiske Forskningsråd 1996-1998 og fortsatte derefter med at danne ramme om konferencer, datasessioner og datadeling. Derudover foregik også et nordisk projekt CONVNET. Danske konversationsanalytikere ledte projektet Læring og Integration og var også en del af det europæiske projekt Sprog som social handling (2003-2006), samt flere mindre projekter. I 2021 blev konferencen Exploring Social Interaction afholdt i anledning af MOVINs 25-års jubilæum. MOVIN driver en mailliste.

## Tilgang
Konversationsanalyse betragter menneskelig adfærd som systematisk og refleksiv. Feltet undersøger strukturer i interaktioner og betragter sprog som et værktøj til social aktivitet. Fokus er på detaljer som timingen af de enkelte ture, reparatur og sikring af forståelse. Konversationsanalyse bygger metodisk på data i form af video- eller lydoptagelser af samtaler eller anden interaktion. Herfra indsamles eksemplarer af et fænomen til en kollektion.
En analyse af en forekomst af ens fænomen består i at vise hvordan samtaledeltagerne udtrykker en forståelse af fokusfænomenet, fx ved deres svar i de efterfølgende ture, og at denne forståelse er fælles for flere samtaledeltagere. Det kan fx inddrage relationer mellem ytringer, som er grammatiske eller betydningsmæssige. Det omtales til tider som "next turn proof procedure".
Konversationsanalysen bruger et transskriptionssystem der fokuserer på at fange små detaljer som betyder noget for samtaledeltagerne.

### Interaktionel lingvistik
Interaktionel lingvistik (IL) er brugen af konversationsanalyse med et sprogvidenskabeligt fokus.

## Anvendt CA
Traditionelt fokuserer konversationsanalysen på uformelle hverdagssamtaler, men siden 90'erne er der kommet et større fokus på interaktion i institutionelle og professionelle sammenhænge, fx interviews og debatter i medierne. Et dansk eksempel på anvendt konversationsanalyse er bogen Samtalen på arbejde.

## Kritik
Konversationsanalyse er blevet kritiseret for ikke at fokusere kritisk på sociale strukturer der leder til undertrykkelse, da analysen undersøger hvordan samtaledeltagere gør noget uden at forsøge at forklare hvorfor, og ikke forholder sig til anden kontekst end den lokale kontekst i samtalen.